# Nationale und Kapodistrias-Universität Athen

Historisches Hauptgebäude als Teil der Athener Trilogie

Die Nationale und Kapodistrias-Universität Athen (griechisch Εθνικό και Καποδιστριακό Πανεπιστήμιο Αθηνών Ethniko ke Kapodistriako Panepistimio Athinon) ist die älteste der neuzeitlichen Universitäten des östlichen Mittelmeerraumes und war 2014 mit 104.000 eingeschriebenen Studenten die größte Präsenzuniversität in Europa.

## Geschichte
Am 3. Mai 1837 wurde die Ottonische Universität durch Otto I. gegründet und später nach Ioannis Kapodistrias benannt. Bei ihrer Gründung war sie die erste Universität des östlichen Mittelmeers und des Balkans und bestand aus den vier Fakultäten Theologie, Rechtswissenschaften, Medizin und Kunst (letzteres schloss auch die Fachbereiche Angewandte Naturwissenschaften und Mathematik mit ein). Gemäß der damals vorherrschenden Strömungen orientierten sich die Organisatoren der Universität, Georg Ludwig von Maurer und Joseph von Armansperg an den deutschen Bildungsideen Fichtes sowie Humboldts. Im ersten Jahr zählte die Universität 28 Professoren, ein Viertel von ihnen waren deutsche Gelehrte, die als Philhellenen während des griechischen Unabhängigkeitskrieges nach Griechenland kamen oder König Otto 1833 begleiteten. Im November 1841 zog die Universität in das neue Hauptgebäude. Theodor von Heldreich, Direktor des botanischen Gartens übernahm von 1858 bis 1883 den Posten des Kurators des universitätseigenen Naturhistorischen Museums. 1864 wurde die Ionische Akademie geschlossen, und die Universität wurde um viele bedeutende Professoren bereichert.
1890 wurde die erste Studentin, Ioanna Stefanopoli, zum Studium an der philosophischen Fakultät zugelassen.
1904 wurde die Universität in zwei weitestgehend autarke Bereiche (Künste und Naturwissenschaften) gespalten. Dies wurde später mit der Gründung neuer Fachbereiche wieder zurückgenommen. Zwischen 1895 und 1911 betrug die Studentenzahl etwa 1.000 im Jahr, dabei blieb die Anzahl jener Studenten zwischen 1837 und 1975, die sich der Rechtswissenschaft widmeten, relativ konstant und betrug 43 %. Auch wurde in jenem Zeitraum keine neue Fakultät gegründet: es spaltete sich lediglich von der Medizin die Zahnmedizin ab, ähnlich wie von der Philosophie die Mathematik. Kamen auf einen Professor 1837 5 Studenten, änderte sich diese Zahl bis 1975 und lag schließlich bei 1 zu 132. Seit 1954 bestehen an der Universität Zulassungsbeschränkungen. Ab 1960 fand der Umzug auf den neuen Campus Ilissia statt. Einige der alten Gebäude werden aber weiterhin genutzt, so auch das von Hans Christian Hansen entworfene Hauptgebäude und die Bibliothek.

## Fakultäten und Institute
Es gibt sechs Fakultäten (griechisch σχολές) mit Instituten (griechisch τμήματα) und Lehrstühlen (griechisch τομείς):
- Theologische Fakultät (griechisch-orthodox)
  - Institut für Theologie
    - Lehrstuhl für Systematische Theologie
    - Lehrstuhl für Biblische Exegese
    - Lehrstuhl für Kirchengeschichte
    - Lehrstuhl für Patrologie, Dogmengeschichte und Symbolik

  - Institut für Sozialtheologie
    - Lehrstuhl für kanonisches Recht und kirchliche Literatur ab dem 9. Jahrhundert n. Chr.
    - Lehrstuhl für christliche Liturgie, Erziehung und Pastoraltheologie
    - Lehrstuhl für Biblische Exegese und kulturelles Leben im Mittelmeerraum
    - Lehrstuhl für Religionswissenschaften, Philosophie und Soziologie
- Philosophische Fakultät
  - Institut für Philologie
    - Lehrstuhl für Klassische Philologie
    - Lehrstuhl für Byzantinistik
    - Lehrstuhl für Neogräzistik
    - Lehrstuhl für Sprachwissenschaft

  - Institut für Geschichte und Archäologie
    - Lehrstuhl für Geschichte
    - Lehrstuhl für Klassische Archäologie und Kunstgeschichte

  - Institut für Philosophie, Pädagogik und Psychologie
    - Lehrstuhl für Philosophie
    - Lehrstuhl für Pädagogik
    - Lehrstuhl für Psychologie

  - Institut für Anglistik
    - Lehrstuhl für Sprache – Sprachlehre
    - Lehrstuhl für Literatur – Kultur

  - Institut für Germanistik
    - Lehrstuhl für Sprachwissenschaft
    - Lehrstuhl für Literatur

  - Institut für Französische Sprachwissenschaft
    - Lehrstuhl für französische Sprache – Sprachlehre
    - Lehrstuhl für französische Literatur
    - Lehrstuhl für französische Geschichte und Kultur

  - Institut für Italienische und Spanische Sprachwissenschaften
    - Schwerpunkt Italienisch
    - Schwerpunkt Spanisch

  - Institut für Theaterwissenschaften
  - Institut für Musikwissenschaften
  - Institut für Türkische und Asiatische Sprachwissenschaften
- Fakultät für Gesundheitswissenschaften
  - Institut für Medizin
  - Institut für Zahnmedizin
  - Institut für Pharmazie
  - Institut für Krankenpflege

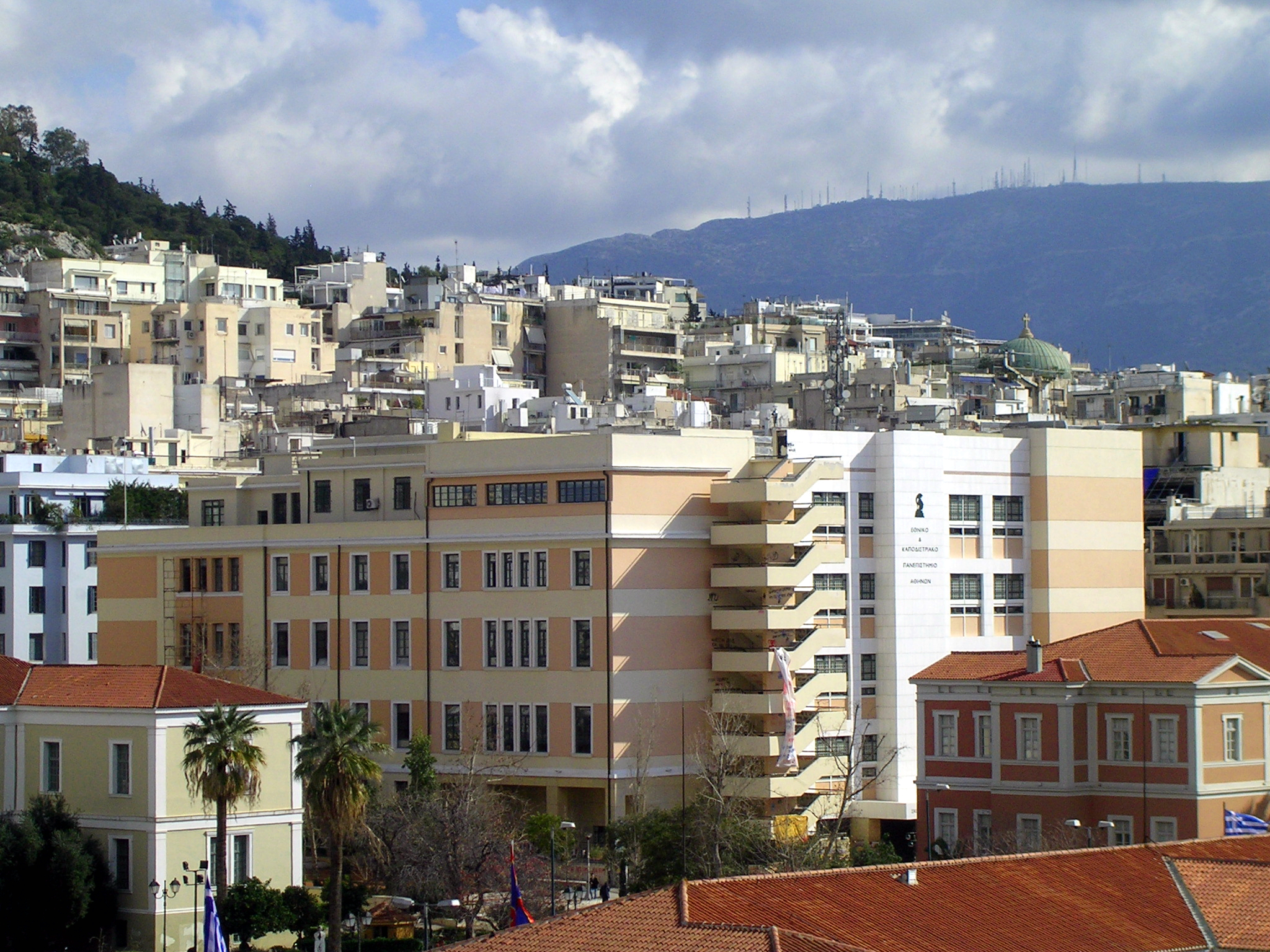
Rechtswissenschaftliche Fakultät

- Fakultät für Rechts-, Wirtschafts- und Politikwissenschaften
  - Institut für Rechtswissenschaften
  - Institut für Wirtschaftswissenschaften
  - Institut für Politik- und Verwaltungswissenschaften

- Naturwissenschaftliche Fakultät
  - Institut für Physik
  - Institut für Biologie
  - Institut für Geologie
  - Institut für Chemie
  - Institut für Mathematik

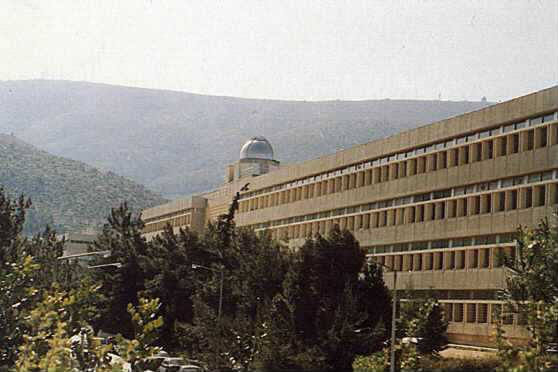
Institut für Physik

  - Institut für Informationstechnik und Telekommunikation
- Unabhängige Institute
  - Institut für Sport und Sportwissenschaften
  - Institut für Grundschulpädagogik
  - Institut für Frühpädagogik
  - Institut für Kommunikation und Massenmedien
  - Institut für Philosophie und Geschichte der Naturwissenschaften

## Persönlichkeiten
Lehrpersonal
- Heinrich Aloisius Treiber (1796–1882), Mediziner
- Carl Fraas (1810–1875), Botaniker des 19. Jahrhunderts
- Xaver Landerer (1809–1885), Chemiker, Pharmazeut, Mediziner
- Spiridon Miliarakis (1852–1919), Botaniker
- Constantin Carathéodory (1873–1950), Mathematiker
- Konstantinos Demertzis (1876–1936), Rechtswissenschaftler und Ministerpräsident
- Angeliki Panagiotatou (1878–1954), Medizinerin (Epidemiologin)
- Georg Joachimoglu (1887–1979), Mediziner
- Nikiforos Diamandouros (* 1942), Europäischer Bürgerrechtsbeauftragter zwischen 2003 und 2013
- Hagen Fleischer (* 1944), Historiker
- Anastasios Orlandos (1887–1979), Architekt, Bauforscher und Archäologe
- Walter Puchner (* 1947), Theaterwissenschaftler

Alumni
- Eleftherios Venizelos (1864–1936), Politiker
- Wladimir Nikolajewitsch Beneschewitsch (1874–1938), Historiker
- George Nicolas Papanicolaou (1883–1962), Mediziner und Erfinder des Pap-Test
- Ioannis Kakridis (1901–1992), klassischer Philologe
- Konstantinos Karamanlis (1907–1998), Politiker
- Panagiotis Zepos (1908–1985), Rechtswissenschaftler und Politiker
- Odysseas Elytis (1911–1996), Schriftsteller
- Erica-Irene Daes (1925–2017), Diplomatin
- Andreas Papandreou (1919–1996), Politiker
- Emilianos (Vafidis) (1934–2019), Abt und Gründer mehrerer Klöstern in Griechenland und Frankreich.
- John S. Romanides (1927–2001), orthodoxer Theologe
- Theo Angelopoulos (1935–2012), Filmregisseur
- Sophia von Griechenland (* 1938), Königin von Spanien
- Konstantin II (1940–2023), König von Griechenland
- Georgios Merikas, Mediziner
- Georgios Metallinos (1940–2019), orthodoxer Theologe
- Gerasimos Danilatos, Erfinder des Rasterelektronenmikroskops ESEM
- Katerina Batzeli (* 1958), Wirtschaftswissenschaftlerin und Ministerin
- Myra Spiliopoulou, Mathematikerin und Informatikerin
- Vagias Karavas (* 1975), Rechtssoziologe
- Christina Poulitsi (* 1983), griechische Opernsängerin